# 夏木スタイル One of Love
『夏木スタイル One of Love』（なつきスタイルワンオブラブ）は、2013年11月4日から2015年3月30日までTOKYO MXで放送されていたトーク番組。

## 内容
司会初挑戦の夏木マリが今、会いたい人を迎えるトーク番組。撮影場所は代々木VILLAGEMUSICBAR。

## 司会
- 夏木マリ

## 放送リスト
| 1 | 11月4日                | ゴスペラーズ（村上てつや、安岡優） |
| 2 | 11月11日               | ゴスペラーズ（村上てつや、安岡優） |
| 3 | 11月18日               | 泉谷しげる                         |
| 4 | 11月25日               | 泉谷しげる                         |
| 5 | 12月2日                | ムッシュかまやつ                   |
| 6 | 12月9日                | ムッシュかまやつ                   |
| 7 | 12月16日               | 岸谷香                             |
| 8 | 12月23日               | 岸谷香                             |
| 9 | 12月30日 20:00 - 22:00 | 2013年特選ダイジェスト版           |

| 10 | 1月6日        | 宮田和弥                                                     |
| 11 | 1月13日       | 宮田和弥                                                     |
| 12 | 1月20日       | SHOGO                                                        |
| 13 | 1月27日       | SHOGO                                                        |
| 14 | 2月3日        | シシド・カフカ                                               |
| 15 | 2月10日       | シシド・カフカ                                               |
| 16 | 2月17日       | 仲井戸麗市                                                   |
| 17 | 2月24日       | 仲井戸麗市                                                   |
| 18 | 3月3日        | 甲斐よしひろ                                                 |
| 19 | 3月10日       | 甲斐よしひろ                                                 |
| 20 | 3月17日       | 田島貴男                                                     |
| 21 | 3月24日       | 田島貴男                                                     |
| 22 | 3月31日       | 角松敏生                                                     |
| 23 | 4月7日        | 角松敏生                                                     |
| 24 | 4月14日       | Chara                                                        |
| 25 | 4月21日       | Chara                                                        |
| 26 | 4月28日       | 堂珍嘉邦                                                     |
| 27 | 5月5日        | 堂珍嘉邦                                                     |
| 28 | 5月12日       | 池田貴史                                                     |
| 29 | 5月19日       | 池田貴史                                                     |
| 30 | 5月26日       | 森重樹一                                                     |
| 31 | 6月2日        | 森重樹一                                                     |
| 32 | 6月9日        | 土屋アンナ                                                   |
| 33 | 6月16日       | 土屋アンナ                                                   |
| 34 | 6月23日       | FUZZY CONTROL                                                |
| 35 | 6月30日       | FUZZY CONTROL                                                |
| 36 | 7月7日        | Ka-yu                                                        |
| 37 | 7月14日       | Ka-yu                                                        |
| 38 | 7月21日       | THE JAYWALK（和久光康、馬渕英将）                            |
| 39 | 7月28日       | THE JAYWALK（和久光康、馬渕英将）                            |
| 40 | 8月4日        | TOSHI-LOW（BRAHMAN）                                         |
| 41 | 8月11日       | TOSHI-LOW（BRAHMAN）                                         |
| 42 | 8月18日       | ダンスマン                                                   |
| 43 | 8月25日       | ダンスマン                                                   |
| 44 | 9月1日        | 高中正義（サディスティック・ミカ・バンド）                   |
| 45 | 9月8日        | 高中正義（サディスティック・ミカ・バンド）                   |
| 46 | 9月15日       | 中川翔子                                                     |
| 47 | 9月22日       | 中川翔子                                                     |
| 48 | 9月29日       | 木根尚登                                                     |
| 49 | 10月6日       | 木根尚登                                                     |
| 50 | 10月13日      | 中村あゆみ                                                   |
| 51 | 10月20日      | 中村あゆみ                                                   |
| 52 | 10月27日      | BONNIE PINK                                                  |
| 53 | 11月3日       | BONNIE PINK                                                  |
| 54 | 11月10日      | 寺岡呼人                                                     |
| 55 | 11月17日      | 寺岡呼人                                                     |
| 56 | 11月24日      | 杏子                                                         |
| 57 | 12月1日       | 杏子                                                         |
| 58 | 12月8日       | フラワーカンパニーズ（鈴木圭介・グレート前川）               |
| 59 | 12月15日      | フラワーカンパニーズ（鈴木圭介・グレート前川）               |
|    | 12月31日12:00 | 夏木スタイル One of Love2014蔵出しトーク傑作選全部見せますSP |

| 60 | 1月5日                | 押尾コータロー |
| 61 | 1月12日               | 押尾コータロー |
| 62 | 1月19日               | 難波章浩（NANBA69）                                                                                                  |
| 63 | 1月26日               | 難波章浩（NANBA69）                                                                                                  |
| 64 | 2月2日                | 安藤裕子 |
| 65 | 2月9日                | 安藤裕子 |
| 66 | 2月16日               | 斉藤和義 |
| 67 | 2月23日               | 斉藤和義 |
| 68 | 3月2日                | 斉藤和義 |
| 69 | 3月9日                | 鈴木雅之 |
| 70 | 3月16日               | 鈴木雅之 |
| 71 | 3月23日               | ゴスペラーズ（黒沢薫、酒井雄二）                                                                                     |
| 72 | 3月30日               | ゴスペラーズ（黒沢薫、酒井雄二）                                                                                     |
| 73 | 4月18日 21:30 - 22:00 | 夏木マリ初となる全国ライブハウスツアーの模様を放送 前編 MARI NATTSUKI MAGICAL MEETING TOUR Live&Talk 2015 in SHIBUYA |
| 74 | 5月16日 21:30 - 22:00 | 夏木マリ初となる全国ライブハウスツアーの模様を放送 後編 MARI NATTSUKI MAGICAL MEETING TOUR Live&Talk 2015 in SHIBUYA |

## EDテーマ
- ハルカトミユキ「マネキン」
- SHISHAMO「行きたくない」
- 風男塾「チェンメン天国」2014年1月度
- シシド・カフカ「Miss.ミスミー」2014年2月度
- 甲斐バンド「ブライトン・ロック」（2014年3月3日）「風の中の火のように」（2014年3月10・17日）「ビューティフルエナジー」（2014年3月24日）「敗れたハートを売り物にfrom'81花園ラグビー場」（2014年3月31日）
- 安藤裕子「世界をかえるつもりはない」2014年4月度
- 甲斐バンド「ビューティフルエネルギー」（2014年5月5日・26日）「そばかすの天使」（2014年5月12日）「港からやってきた女」（2014年5月19日）
- 夏木マリ「キャデラック」2014年6月度
- シシド・カフカ「ダメかしら?」2014年7月度
- SHISHAMO「君と夏フェス」2014年8月度
- LG Rookies「ONLY ONE feat.LGYankees HIRO」2014年9月度
- LEGO BIG MORL「Spark in the end」2014年10月度
- SHISHAMO「量産型彼氏」2014年11月度
- 徳永英明「さよならの向う側」2014年12月度
- 中田裕二「薄紅」2015年1月度
- ハルカトミユキ「世界」2015年2月度
- 夏木マリ「Player」収録スタジオLIVE 2015年3月度

## スタッフ
- 企画：中西建夫（DISKGARAGE）、藤澤博之（TOKYO MX）、石綿智巳（ケイダッシュ）
- 構成：古林壮太
- 技術プロデューサー・TD：岡本隆嗣
- カメラ：川崎昭、村瀬清、鈴木富夫、須藤康夫、迫信博、黒羽一也、川口次男、西村敏彦、五江渕勝、坂本誠、梶岡禄仙、東田博、宮崎康仁
- VE：作田和矢、武田健文、伊藤大哲、宮入俊彰、錦織健三
- VTR：白鳥好一、海部晃行、蒔苗優太
- MIX：渡邊利実、山田裕樹、飯塚幸子
- 照明：佐藤浩栄、萩原文彦
- 技術協力：ビデオスタッフ
- 音響効果：サウンドエッグノッグ
- 編集：メディア・リース（土田重之、伊藤大介、中村卓弥、名越義和）、西峰勇一（STUDIO38）
- MA：株式会社メディア・リース（村上敏之、野宮聡、遠藤寛也、セバスチャン）、石田雅一（STUDIO38）
- ヘアメイク：柏瀬みちこ（ROOSTER）
- スタイリスト：望月唯、宮崎真純（likkle more）
- 衣装協力：Roen、hoss INTROPIA、LATREiA、DIESEL、DISELBLACKGOLD、YUUKIOGURA、loreeRodkin、NOBORUSHIONOYA
- 協力：DISKGARAGE、MNSTOKYO
- AD：池口秀樹
- AP：半澤桃子（DISKGARAGE）、メディア&プロモーション（加藤さつき、小池英理子）
- ディレクター：島田豊
- 演出：河島正三郎、島田豊
- プロデューサー：川名浩二（TOKYO MX）、上島正昭（DISKGARAGE）、こもだ義邦（シャッフル）
- 制作：シャッフル
- 製作著作：TOKYO MX